# Return to Zero

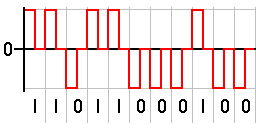
Binární signál kódovaný pomocí return-to-zero (RZ)

Název kódování RZ nebo také kódování s návratem k nule pochází z překladu anglického Return to Zero. Při tomto kódování jsou nuly „0“ a jedničky „1“ v nejjednodušším případě reprezentovány kladnými a zápornými pulsy. Přitom je důležité, že po každém pulsu dochází k návratu do neutrální hodnoty (nulové napětí). Díky těmto návratům je možná synchronizace hodin odesílatele a příjemce, není nutné používat samostatný hodinový signál. Toto kódování však vyžaduje větší šířku přenosového pásma.

## „Nula“ - neutrální hodnota
Nula nemusí nutně znamenat nulové napětí nebo nulovou hodnotu některé veličiny. Vhodnější název je neutrální hodnota - třetí význačná hodnota (první dvě reprezentují stav „0“ a stav „1“). Může se jednat například o:
- Nulová amplituda PAM (pulsní amplitudová modulace)
- Nulová fáze PSK
- Střední frekvence FSK

Jako neutrální hodnota se obvykle volí průměr hodnot reprezentujících nuly „0“ a jedničky „1“.

## RZI (z anglického Return to Zero Inverted)
Signál RZI má pouze 2 úrovně. Nula „0“ je reprezentována pulsem, který je kratší než hodinový signál. Jednička „1“ je reprezentována absencí pulsu. Toto kódování se používá u protokolu IrDA.